# 救難聖人

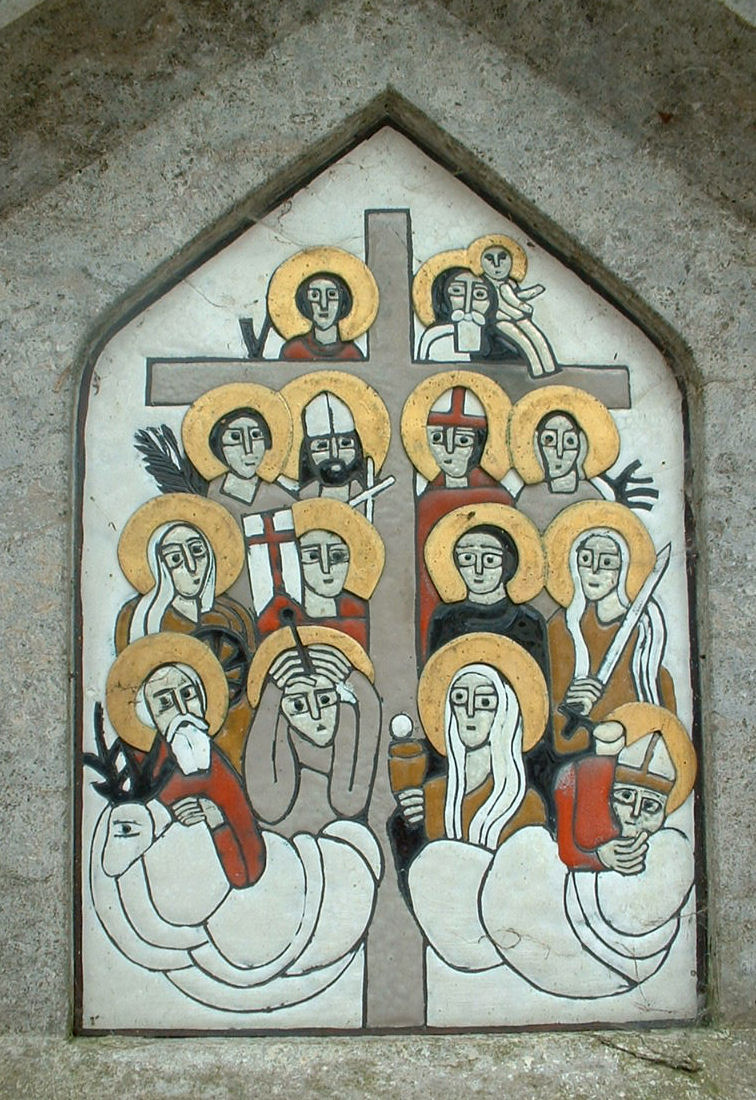
十四救難聖人

救難聖人（きゅうなんせいじん）は、カトリック教会における聖人崇敬の一種であり、危急の際に信者がその名を呼ぶことで難を救ってくれるとされる聖人。通常、14人が当てられ、十四救難聖人とも呼ばれる。ヨーロッパでは15世紀中ごろから盛んに崇敬されるようになった。
一般的に挙げられる14人を以下に記す。
| 名前                       | 霊名の祝日 | 守護対象                                     |
| -------------------------- | ---------- | -------------------------------------------- |
| アカキオス                 | 5月8日     | 頭痛                                         |
| バルバラ                   | 12月4日    | 発熱と急死                                   |
| ブラシウス                 | 2月3日     | 喉の痛みと家畜の保護                         |
| アレクサンドリアのカタリナ | 11月25日   | 急死                                         |
| クリストフォロス           | 7月25日    | 腺ペストと旅人や乗り物に乗る人を事故から護る |
| キリアクス                 | 8月8日     | 臨終の誘惑                                   |
| パリのディオニュシウス     | 10月9日    | 頭痛                                         |
| エラスムス                 | 6月2日     | 腸の病気                                     |
| エウスタキウス             | 9月20日    | 家庭不和                                     |
| ゲオルギオス               | 4月23日    | 家畜の健康                                   |
| アエギディウス             | 9月1日     | ペスト、良い告解、身障者、乞食、鍛冶屋       |
| アンティオキアのマルガリタ | 7月20日    | 出産、悪魔からの逃亡                         |
| 聖パンテレイモン           | 7月27日    | 内科医、癌、結核                             |
| ルカニアのヴィトゥス       | 6月15日    | てんかん、雷、家畜の保護                     |

上記の14人以外にも次の聖人を加えることがある。
- 大アントニオス
- ノブラのレオンハルト
- ミラのニコラオス
- セバスティアヌス
- シクストゥス2世
- アポロニア
- ロクス